# Earthquake Weather
Earthquake Weather è l'unico album solista dell'ex cantante e chitarrista dei Clash Joe Strummer pubblicato nel 1989 da Epic Records. Nel 1987 l'artista aveva pubblicato Walker, colonna sonora del film omonimo.

## Il disco
Pur essendo stato accolto positivamente dalla critica, l'album vendette poche copie.

## Tracce
Tutte le tracce sono state scritte da Joe Strummer, eccetto dove indicato.
1. Gangsterville – 4:20
2. King of the Bayou – 2:51
3. Island Hopping – 2:36
4. Slant Six – 3:04
5. Dizzy's Goatee – 3:24
6. Shouting Street – 3:19
7. Boogie with Your Children – 3:30 (Strummer, Lonnie Marshall, Zander Schloss)
8. Leopardskin Limousines – 3:31
9. Sikorsky Parts – 3:35
10. Jewellers and Bums – 2:48
11. Highway One Zero Street – 3:25
12. Ride Your Donkey – 2:21 (C. Campbell & The Tenors)
13. Passport to Detroit – 2:50
14. Sleepwalk – 4:06

## Formazione
- Joe Strummer - voce, chitarra ritmica, pianoforte, percussioni
- Zander Schloss - chitarra, banjo, voce
- Lonnie Marshall - basso
- Jack Irons - batteria
- Willie McNeil - batteria